# دوري الدرجة الأولى الأرجنتيني 1896
دوري الدرجة الأولى الأرجنتيني 1896 (بالإسبانية: Campeonato de Primera División 1896)‏ هو الموسم 5 من دوري الدرجة الأولى الأرجنتيني. أشرف على تنظيمه اتحاد الأرجنتين لكرة القدم، وكان عدد الأندية المشاركة فيه 5، وفاز فيه Lomas Athletic Club ‏.